# Megas XLR
Megas XLR is een Amerikaanse animatieserie uitgezonden op Cartoon Network. De serie is bedacht door Jody Schaeffer en George Krstic.
Een pilotaflevering met als titel Lowbrow was te zien in 2002 en bleek zeer populair bij het testpubliek. De serie liep van 1 mei 2004 tot 26 april 2006. Een petitie om de show terug te laten keren op Cartoon Network haalde niks uit. In Nederland werd de reeks uitgezonden van 3 januari 2005 tot en met 3 februari 2014. Tegenwoordig bestaat Megas XLR nog steeds als strip in DC Comics’ Cartoon Network Action Pack met verhalen geschreven door George Krstic.
Megas XLR is een parodie op de vele mecha-animeseries zoals Gundam Wing.

## Verhaal
In de toekomst vecht de mensheid een verliezende oorlog tegen een buitenaards ras genaamd de Glorft. De mensen weten een prototype enorme robot van de Glorft te stelen en te moderniseren om voor hen te vechten. De robot krijgt de naam Megas (Mechanized Earth Guard Attack System). Kiva, een van de monteurs van Megas, komt met het idee om Megas terug te sturen in de tijd naar het laatste grote gevecht tussen de mensen en de Glorft. Oorspronkelijk verloren de mensen deze strijd, maar Kiva hoopt dat Megas tussenkomst de uitkomst kan veranderen.
Voordat ze haar plan kan uitvoeren vallen de Glorft aan. In het gevecht wordt Megas’ hoofd opgeblazen, en Megas wordt zelf per ongeluk teruggestuurd naar begin 20e eeuw, naar een schroothoop in New Jersey. Hier blijft hij nog minstens 60 jaar liggen, tot hij rond het jaar 2000 wordt ontdekt door videospelletjes- en worstelfanaat Coop. Hij repareert de robot en “verbetert” hem nog wat meer door Megas’ vernielde hoofd te vervangen door een auto, de robot een nieuw laagje verf te geven en alle besturingssystemen te vervangen door video spel controllers. Hij geeft de robot de bijnaam XLR (eXtra Large Robot).
Wanneer Kiva uit de toekomst naar het jaar 2000 komt om Megas op te halen ontdekt ze dat dankzij Coops “verbeteringen” ze niet langer in staat is Megas te besturen. Bovendien heeft Coop de Tijdreis unit van Megas weggegooid (dat was het enige wat hij niet kon repareren), waardoor Kiva nu vast zit in het verleden. Wanneer dan ook nog eens de Glorft naar het jaar 2000 komen om hun robot terug te halen rust het lot van de wereld opeens op Coops schouders.

## Achtergrond
De serie volgt een vrij constante verhaalformule per aflevering:
Bij aanvang is Coop bezig met een taak, die hij probeert te volbrengen met Megas of een andere creatie van hem. Dit heeft vrijwel altijd tot gevolg dat hij de aandacht trekt van een buitenaardse bedreiging (een monster of een alien met een eigen mecha). Deze schurk verstoord vervolgens wat Coop aan het doen is, waardoor Coop met hem het gevecht aangaat. Tijdens het gevecht wordt bijna de hele locatie waar het gevecht plaatsvindt met de grond gelijk gemaakt. Deze vernielingen zijn vaak van komische aard, zoals een fabriek waar een bordje bij staat met “compleet verlaten fabriek”. Uiteindelijk bereikt het conflict een hoogtepunt waarbij Coop een opsomming maakt van alle dingen die de antagonist van de aflevering hem heeft aangedaan. Vaak noemt hij echter ook zaken die eigenlijk zijn eigen schuld zijn. Daarna volgt de laatste confrontatie, waarbij Coop vaakt een nieuw wapen van Megas gebruikt dat altijd perfect aansluit op de situatie. Nadat de antagonist is verslagen gaat Coop weer verder met zijn oorspronkelijke taak, enkel om te ontdekken dat het gevecht het uitvoeren van deze taak onmogelijk heeft gemaakt.
De serie hanteerd voor het merendeel een schurk van de week-formaat, waarbij de antagonisten in slechts 1 aflevering mee doen. Alleen de Glorft zijn regelmatig terugkerende schurken in de serie.
De serie bevat veel referenties naar en parodieën op bekende anime/mecha-series en clichès. Zo werkt Coop twee keer samen met een team superhelden dat lijkt op een combinatie van Super Sentai/Power Rangers en Voltron.
Voordat ze met Megas XLR begonnen hadden Jody Schaeffer en George Krstic een andere animatie serie getiteld Downtown die werd uitgezonden op MTV. MTV stopte echter met deze serie. Om die reden wordt in elke aflevering van Megas XLR iets opgeblazen dat te maken heeft met de fictieve tv-zender POP TV, duidelijk een parodie op MTV. Het karakter Goat kwam ook voor in Downtown.

## Karakters
- Coop: de piloot van Megas. Coop kampt met overgewicht en heeft een onstilbare honger. Volgens de mensen in zijn omgeving heeft hij zijn leven verknoeit met jarenlang spelen van videospelletjes. Echter, door zijn vele ervaringen met videospelletjes is hij een ervaren piloot geworden. Coop is technisch zeer begaafd. Hij houdt van het opknappen van oude auto’s en andere machines. Megas is de kroon op zijn werk. Buiten techniek om is Coop niet de slimste. Veel van zijn 'heldendaden' heeft hij aan toevalligheden en dom geluk te danken en in gevechten met de Glorft gooit hij om de haverklap Jersey City plat.
Coop is behoorlijk sterk, maar door zijn overgewicht heeft hij nauwelijks uithoudingsvermogen. Iets dat hem in gevechten vaak dwarszit.
Coop heeft de neiging om voordat hij zijn laatste aanval inzet tegen een vijand eerst een speech of opsomming te maken van alles was die vijand hem tot nu toe heeft aangedaan. In de Nederlandse versie serie werd hij ingesproken door Jaco Kirchjunger.
- Commandant Kiva Onderu:  Kiva is een militaire piloot uit de toekomst en een van de monteurs van Megas. Ze komt bij aanvang van de serie vanuit de toekomst terug naar het jaar 2000 om Megas op te halen die daar per ongeluk heen was gestuurd. Ze is bikkelhard en houdt altijd het hoofd koel, zelfs als Coop en Jamie het al uitschreeuwen. Ze is zeer ervaren in robot gevechten en vechtsporten. Daar ze zelf Megas niet meer kan besturen traint ze Coop voor vechten tegen de Glorft, en onderhoudt ze Megas. In de loop van de serie raakt ze langzaam gewend aan leven in de 20e eeuw, en ontwikkelt zelfs een licht gevoel voor humor. In de Nederlandse versie werd ze ingesproken door Marieke de Kruijf.
- Jamie: Coops vriend. Hij is niet echt een aanwinst voor het team aangezien hij een lafaard is die bij het eerste teken van gevaar al vlucht. Maar om deze zelfde reden is hij wel vaak de eerste die potentieel gevaar opmerkt. Hij houdt er niet van betrokken te raken bij Coop's avonturen, maar gaat altijd toch mee omdat Coop zijn enige vriend is. Hij heeft vaak kritiek op Coops acties. Jamie probeert zelf op elke mogelijke manier de aandacht van vrouwen te trekken, maar zonder succes.
- Goat: de eigenaar van de schroothoop waar Coop Megas vond. Hij verkocht per ongeluk Megas aan Coop voor 2 dollar (hij beloofde Coop dat hij voor 2 dollar alles mocht hebben dat hij in een berg metaalafval vond, niet wetende dat Megas onder het afval lag.) Goat hoopt ooit zijn eigen robot te vinden.
- Gorrath: de leider van de Glorft. Gorrath volgde Kiva naar het jaar 2000 met zijn leger. Hij haat Coop. Hij probeert meerdere malen Megas (of “het prototype” zoals hij het noemt) terug te krijgen, maar faalt altijd, meestal door dom geluk van Coops kant.

Vele bijrollen werden ingesproken door Pim Koopman.

## Megas
Megas is de mecha die centraal staat in de serie. Hij is in de toekomst gemaakt door de Glort, toen gestolen en verbeterd door het menselijk verzet en terug in de tijd gestuurd. In de 20e eeuw heeft Coop er nog een aantal dingen aan veranderd.

### Wapens en gadgets
Megas is voorzien van verschillende wapens en mogelijkheden. De meeste zijn overgenomen uit bekende animeseries, hoewel er ook een paar originele ontwerpen van Coop tussen zitten (meestal gebaseerd op zijn obsessie met videospelletjes). De meeste van Megas wapens hebben van Coop nogal vreemde of uitzonderlijke namen gekregen, die perfect aansluiten op de situatie waarin ze worden gebruikt.
- Eight-Ball Fireball – Megas maakt de bekende beweging van Ryu uit Street Fighter en schiet daarbij een vuurbal af in de vorm van een Biljart – 8 bal.
- The Jammer – een karaoke stijl geluidswapen bestaande uit een aantal enorme luidsprekers verbonden aan een microfoon. Gecombineerd met Coops enorm slechte zangkunst kan de Jammer geluidsgolven produceren die zelfs een ruimtestation kunnen verpulveren in enkele seconden. Om deze reden kan de Jammer alleen worden geactiveerd via een speciale sleutel en Coops vingerafdruk.
- Super-Destructor Mode – Megas wordt van top tot teen bedekt met raketten. Dit zou een enorm effectief wapen zijn, als Coop tenminste tijd had genomen om het richtsysteem te repareren.
- Mazer Refractor – Vuurt een straal af die een krachtveld vormt rondom het object dat geraakt wordt wat alle wapens terugkaatst. Wapens die zich binnen het krachtveld bevinden kunnen nog wel naar buiten worden geschoten. Indien de polariteit van de straal wordt omgedraaid krijgt het krachtveld het omgekeerde effect: alles kan erin, maar niks eruit.
- That Cool Giant Energy Sword Thing– de handen van Megas creëren een energie zwaard.
- Cool Blade Thingy – Megas wordt van top to teen bedekt met messen en zwaarden.
- Nitrous – een mode waarin Megas snelheid enorm toeneemt.
- Manual Overdrive – een Dance Dance Revolution systeem dat als back-up besturing dient voor wanneer Megas andere besturingssystemen zijn uitgevallen. Coop danst, en Megas maakt precies dezelfde bewegingen.
- Headlight Lasers – de koplampen van de auto die dient als Megas hoofd kunnen lasers afschieten die sterker worden als Coop de lampen op “groot licht” zet.
- 5 Minutes Till End of Episode – Megas vuisten ontbranden waardoor alles wat hij aanraakt smelt.
- The Do Not Touch Button – door op deze knop te drukken vuurt Megas een atoombom af. Gelukkig voor de wereld heeft Kiva Coop ervan kunnen weerhouden dit wapen te gebruiken.
- Bet You Can't Guess What This Button Does – een schietstoel waarmee Coop medepassagiers uit de auto kan schieten. Wanneer Coop dit voor het eerst gebruikt tegen Gorrath is hij verbaasd dat het werkt (aangezien zijn meeste verbeteringen aan Megas niet naar behoren werken). In de aflevering "Don't Tell Mom the Babysitter's Coop" werd de naam van deze knop veranderd in eject Skippy (omdat Coop de schietstoel toen gebruikte om zijn neefje Skippy uit Megas te lanceren).
- Light Gun – door dit laser game pistool uit zijn holster te halen vormt Megas rechterhand zich tot een pistool. De schoten afgevuurd hiermee zijn sterk, maar na vijf schoten moet het pistool worden “herladen” door het op de computer monitor te richten en dan te schieten.
- Custom Horn – een special auto claxon door Coop geïnstalleerd als vervanging van de gewone auto claxon. Alleen jammer voor Coop trekt het geluid een ras van draakachtige aliens aan.
- Save the World Button - verbazingwekkend genoeg heeft Coop ook iets geïnstalleerd in Megas om de wereld te redden. Jammer genoeg bleek de knop defect toen hij hem wilde gebruiken. Andere knoppen zijn “Destroy the World”, “Smite the World”, en “Destroy the World Worse”.
- Heater Flamethrower – door de verwarming van de auto op te voeren veranderen Megas armen in een enorme vlammenwerper.
- Mega-Laser: Megas’ armen combineren tot een groot laserkanon.
- Special Move Controls – vanwege zijn liefde voor worstelen heeft Coop een flink aantal knoppen geïnstalleerd waarmee Megas een aantal worstelgrepen kan uitvoeren zoals Head Butt, Ripping Arms Out of Sockets, General Pummeling, Pounding en More Pounding.
- This better then - Megas wordt gewapend met twee bijlen.
- Robot Intergration System – Megas krijgt hiermee de mogelijkheid onderdelen van andere robots te gebruiken als pantser voor zichzelf.
- Secondary Command Centre: een extra ruimte in Megas’ gevuld met oude computers en controlers. Dient als back-up besturingssysteem voor als de auto buiten gebruik is.
- Ice Blaster - Megas torso bevat een ijskanon dat elke vijand kan bevriezen.
- Destroy Moth-Like Bug en Anti-Coccoon knoppen – dit waren twee knoppen waar Coop tussen twijfelde in een gevecht met een enorme mot. Uiteindelijk gebruikte hij geen van beide.
- Phoenix Explosion – een per ongeluk uitgevoerde aanval waarbij Megas omgeven wordt door een vogelvormige vlam.
- Fire Missiles, Fire More Missiles en Fire All Da Missiles knoppen - bij elk van deze knoppen vuurt Megas meer raketten af.
- Active Camouflage - Megas bezit verschillende vormen van camouflage. Toen Coop de camouflage uitprobeerde om Megas te verbergen voor de Glorft op de maan, bleek er echter niet de juiste camouflage tussen te zitten.
- Dimensional Hole Generator- Megas kan een energiestraal afschieten die een tijdelijke opening in het tijd-ruimte continuüm veroorzaakt.
- Teleporter - Coop heeft Megas uitgerust met een apparaat dat hem in staat stelt alles en iedereen te teleporteren naar een andere plek, zelfs over grote afstanden. Helaas heeft hij geen controle over wie of wat hij teleporteert of over waar dit heen geteleporteerd wordt. Een keer teleporteerde Coop zichzelf per ongeluk aan boord van het Glorft moederschip.
- Universal Controller – Coop creëerde deze super afstandsbediening om alle elektrische apparaten (tv, dvd, VCR enz.) in zijn huis op afstand te kunnen bedienen. Toen hij hem koppelde aan het besturingspaneel van Megas werkte de afstandsbediening op elke tv en monitor in Jersey. De afstandsbediening werd gestolen door een alien genaamd Skalgar vanwege een misverstand over wat een Universal controller is, en samen met hem vernietigd door Coop.

### Feiten
- Megas is 80 voet, ofwel 25 meter, hoog. Dit werd bekendgemaakt door Kiva in de aflevering "DMV: Department of Megas Violations".
- Megas heeft in totaal negen motoren, maar Coop kent slechts van drie ervan de functie. Dit werd bekendgemaakt in de aflevering "The Fat & the Furious".
- Megas heeft blijkbaar een onbeperkt aantal reservehanden. Regelmatig vuurt Coop een van Megas' handen af als projectiel of worden ze op een andere manier vernietigd, maar een scène later heeft Megas zijn handen weer terug.
- Hoewel Megas een zeer geavanceerde robot is, heeft hij dezelfde beperkingen als een auto. Dit omdat Megas' cockpit Coops' auto is. Als de auto zonder benzine zit, oververhit raakt of nieuwe olie moet hebben, wordt Megas nutteloos.
- In de laatste aflevering wordt Megas vernietigd door een slechte versie van Coop uit een alternatief universum, waarop Coop de Megas van deze slechte Coop steelt. Aangenomen kan worden dat deze tweede Megas andere wapens bezit dan bovengenoemde, omdat aan het eind van de aflevering Coop uit begint te testen wat zijn slechte versie zoal in Megas heeft gestopt.

## Afleveringen
| Season 1                                 | Season 2                                  |
| ---------------------------------------- | ----------------------------------------- |
| 01 "Test Drive"                          | 14 "Ultra-Chicks"                         |
| 02 "The Fat & the Furious"               | 15 "The Return"                           |
| 03 "Battle Royale"                       | 16 "Don't Tell Mom the Babysitter's Coop" |
| 04 "All I Wanted Was a Slushie"          | 17 "Viva Las Megas"                       |
| 05 "Bad Guy"                             | 18 "S-Force S.O.S."                       |
| 06 "Buggin the System"                   | 19 "Space Booty"                          |
| 07 "Breakout"                            | 20 "Thanksgiving Throwdown"               |
| 08 "Dude, Where's My Head?"              | 21 "Terminate Her"                        |
| 09 "DMV: Department of Megas Violations" | 22 "Ice Ice Megas"                        |
| 10 "Junk in the Trunk"                   | 23 "A Clockwork Megas"                    |
| 11 "TV Dinner"                           | 24 "Universal Controller"                 |
| 12 "The Driver's Seat"                   | 25 "Rearview Mirror, Mirror Part 1"       |
| 13 "Coop D'Etat"                         | 26 "Rearview Mirror, Mirror Part 2 "      |